# Jakarta Open 1994
Il Jakarta Open 1994 è stato un torneo di tennis giocato sul cemento. È stata la 2ª edizione del Jakarta Open, che fa parte della categoria World Series nell'ambito dell'ATP Tour 1994.
Il torneo si è giocato a Giacarta in Indonesia dal 10 al 16 gennaio 1994.

## Campioni

### Singolare maschile
Michael Chang ha battuto in finale  David Rikl con il punteggio di 6–3, 6–3

### Doppio maschile
Jonas Björkman /  Neil Borwick hanno battuto in finale  Jorge Lozano /  Jim Pugh con il punteggio di 6–4, 6–1